# フェイェールの定理
数学におけるフェイェールの定理（フェイェールのていり、英: Fejér's theorem）とは、ハンガリーの数学者リポート・フェイェールの名にちなむ定理。f:R → C が周期 2π の連続函数であるなら、そのフーリエ級数の部分和の列 (sn) のチェザロ平均の列 (σn) は、[-π,π] 上一様に f に収束する。
(sn) を具体的に書くと、
{\displaystyle s_{n}(x)=\sum _{k=-n}^{n}c_{k}e^{ikx}}
となる。ただし
{\displaystyle c_{k}={\frac {1}{2\pi }}\int _{-\pi }^{\pi }f(t)e^{-ikt}dt,}
である。また (σn) は
{\displaystyle \sigma _{n}(x)={\frac {1}{n}}\sum _{k=0}^{n-1}s_{k}(x)={\frac {1}{2\pi }}\int _{-\pi }^{\pi }f(x-t)F_{n}(t)dt,}
であり、Fn は第 n 次のフェイェール核を表す。
より一般的な形式において、この定理は必ずしも連続でない函数に対しても応用されている (Zygmund 1968, Theorem III.3.4)。f は L1(-π,π) に属するものと仮定する。f(x) の x0 における左極限および右極限 f(x0±0) が存在するか、いずれの極限も同符号の無限大であるなら、次が成り立つ：
{\displaystyle \sigma _{n}(x_{0})\to {\frac {1}{2}}\left(f(x_{0}+0)+f(x_{0}-0)\right).}
チェザロ平均の存在あるいは無限大への発散も、この関係式は意味している。マルツェル・リースのある定理によると、フェイエールの定理は (C, 1) 平均 σn がフーリエ級数の (C, α) 平均 に変えられても、同様に成立する。